# La Vierge et l'Enfant (van der Weyden)
La Vierge et l'Enfant est un tableau réalisé par le peintre wallon Rogier van der Weyden vers 1460. De format vertical, cette peinture à l'huile sur bois est une Madone devant un fond noir. Vêtue de rouge, Marie y figure les mains jointes en prière tandis que dans ses bras, la joue contre son sein, l'Enfant Jésus effectue le signe de bénédiction en souriant. Léguée par Pierre-Bernard Mancel en 1872, l'œuvre est conservée au musée des Beaux-Arts de Caen, à Caen, dans le Calvados, en France. Elle constituait autrefois un diptyque aujourd'hui démembré avec un autre panneau : le Portrait de Jean de Froimont, un portrait masculin conservé aux musées royaux des Beaux-Arts de Belgique, à Bruxelles, en Belgique.

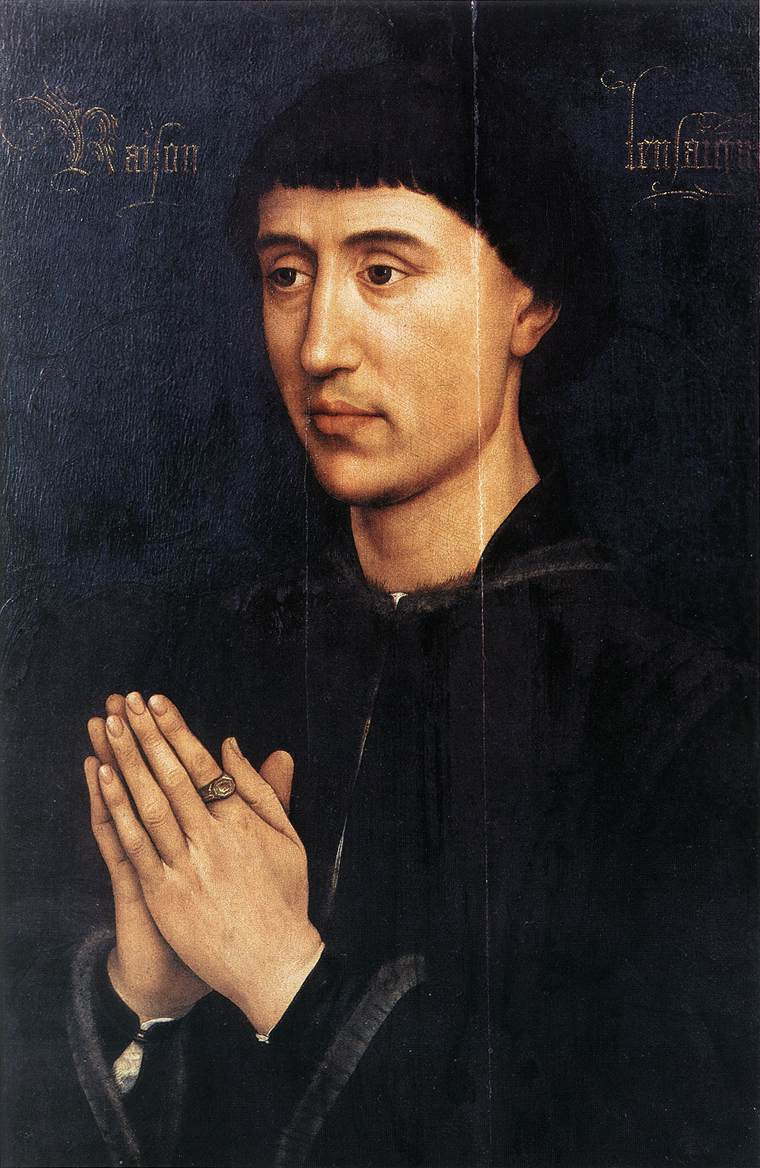
Portrait de Jean de Froimont, peu avant 1464 ? – Musées royaux des Beaux-Arts de Belgique, Bruxelles.